# Swingin' Utters
Swingin' Utters (vaak geschreven als $wingin' Utter$ en opgericht als Johnny Peebucks and the Swingin' Utters) is een Amerikaanse punkband uit Santa Cruz, Californië die is opgericht in 1987. Na een periode van zeven jaar tijd waarin de band inactief is geweest, is de band in 2010 weer bij elkaar gekomen en heeft sindsdien nog drie studioalbums uitgegeven.

## Geschiedenis
Swingin' Utters werd in 1987 onder de naam Johnny Peebucks and the Swingin' Utters in Santa Cruz opgericht. De band verhuisde later al gauw naar San Francisco. De vroegste formatie bestond uit zanger Johnny "Peebucks" Bonnel, gitarist en accordeonist Darius Koski, bassist Kevin Wickersham, en drummer Greg McEntee. De naam werd pas in 1994 veranderd naar Swingin' Utters.
Het debuutalbum van de band, The Streets of San Francisco, won in 1995 de categorie Best Debut Album van de Bay Area Music Awards. Ook speelde de band op de eerste editie van Warped Tour. In 1996 tekende de band een contract bij het label Fat Wreck Chords. A Juvenile Product of the Working Class werd dat jaar nog uitgegeven, waarna nog vijf studioalbums op het label volgden. Ook werd er in deze tijd het splitalbum BYO Split Series, Vol. 2 (1999) samen met Youth Brigade opgenomen. Het album werd uitgegeven door BYO Records en is een van de albums uit de BYO Split Series. Het laatste studioalbum van Swingin' Utters dat werd uitgegeven voor de band uit elkaar ging is Dead Flowers, Bottles, Bluegrass, and Bones (2003). het zou weer acht jaar duren voordat de band weer een studioalbum zou uitgeven.
In 2010 werd het tributealbum Untitled 21: A Juvenile Tribute to the Swingin' Utters uitgegeven door Red Scare Records. Na zeven jaar geen activiteit vertoond te hebben, gaf de band hetzelfde jaar nog de ep Brand New Lungs uit. Dit werd gevolgd door het studioalbum Here, Under Protest (2011).
Het tweede studioalbum sinds 2011, getiteld Poorly Formed, werd uitgegeven in 2013. Bassist Spike Slawson, die al lange tijd bij de band heeft gespeeld, verliet de band en werd vervangen door Miles Peck.
Het meest recente album Fistful of Hollow werd uitgegeven in 2014. Dit is het laatste album waar de oorspronkelijke drummer van Swingin' Utters, Greg McEntee, op te horen is. Hij verliet de band in 2015 en werd vervangen door Luke Ray.

## Leden
| Huidige leden - Johnny "Peebucks" Bonnel - gitaar (1987-heden) - Darius Koski - gitaar, zang, accordeon (1989-heden) - Jack Dalrymple - gitaar, zang (2006-heden) - Luke Ray - drums (2015-heden) - Tony Teixeira - basgitaar (2017-heden) | Voormalige leden - Aric McKenna - gitaar (1987-1989) - Kevin Wickersham - basgitaar (1987-1997) - Greg McEntee - drums (1987-2015) - Joel Dison - gitaar (1989-1992) - Max Huber - gitaar, zang (1992-2002) - Spike Slawson - basgitaar, zang (1997-2012) - Miles Peck - basgitaar, zang (2012-2017) |

## Discografie

### Studioalbums
- The Streets of San Francisco - 1995
- A Juvenile Product of the Working Class - 1996
- Five Lessons Learned - 1998
- Swingin' Utters - 2000
- Dead Flowers, Bottles, Bluegrass, and Bones - 2003
- Here, Under Protest - 2011
- Poorly Formed - 2013
- Fistful of Hollow - 2014
- Peace and Love - 2018

### Verzamelalbums
- More Scared: The House of Faith Years - 1996
- Hatest Grits: B-Sides and Bullshit - 2008
- Drowning in the Sea, Rising with the Sun - 2017

### Livealbums
- Live at the Fireside Bowl - 1996
- Live in a Dive - 2004